# Miguel Colmeiro y Penido
Miguel Colmeiro y Penido (Santiago de Compostela, 22 de octubre de 1816 – Madrid, 21 de junio de 1901) fue un botánico español, miembro de la Real Academia de las Ciencias Exactas, Físicas y Naturales.

## Biografía
Fue rector de la Universidad Central y luego Decano de la Facultad de Ciencias. Director del Jardín Botánico de Madrid, y catedrático de Fitografía y de Geografía Botánica fue miembro de número de la Real Academia Española  y de la Real Academia Nacional de Medicina y de otras sociedades científicas. Fue autor de múltiples y valiosas obras de botánica. Fue uno de los socios fundadores de la Real Sociedad Española de Historia Natural.
Falleció en Madrid el 21 de junio de 1901.

## Honores

### Epónimo
- (Asteraceae) Cirsium colmeiroanum Sennen[6]

- (Asteraceae) Hieracium colmeiroanum Arv.-Touv. & Gaut.[7]

- (Malvaceae) Malva colmeiroi Willk.[8]

- (Oleaceae) Phillyrea × colmeiroana Sennen[9]

- (Rhamnaceae) Rhamnus × colmeiroi D.Rivera, Obón & Selma[10]

- La abreviatura «Colmeiro» se emplea para indicar a Miguel Colmeiro y Penido como autoridad en la descripción y clasificación científica de los vegetales.[11]

## Obras
- Examen de las encinas y demás árboles de la Península que producen bellotas, con la designación de los que se llaman mestos, 1854 (con Esteban Boutelou).
- La botánica y los botánicos de la península hispano-lusitana: Estudios bibliográficos y biográficos, 1858.
- Enumeración y revisión de las plantas de la península hispano-lusitana e Islas Baleares, 1886-89.

## Distinciones honoríficas
- Caballero Gran Cruz de la Orden Civil de María Victoria.[12]